# غلي كند
غلي كند هي قرية في مقاطعة مراغة، إيران. عدد سكان هذه القرية هو 223 في سنة 2006.